# Třebihošť
Třebihošť är en ort i Tjeckien. Den ligger i den centrala delen av landet, 100 km öster om huvudstaden Prag. Třebihošť ligger 433 meter över havet och antalet invånare är 392.
Terrängen runt Třebihošť är kuperad åt nordost, men åt sydväst är den platt.Runt Třebihošť är det ganska glesbefolkat, med 36 invånare per kvadratkilometer. Närmaste större samhälle är Dvůr Králové nad Labem, 7,4 km öster om Třebihošť. Omgivningarna runt Třebihošť är en mosaik av jordbruksmark och naturlig växtlighet.